# KF Feronikeli
Maillots
Actualités
Dernière mise à jour : 25/5/2019.
Le KF Feronikeli (en albanais : Klubi Futbollistik Feronikeli), est un club de football professionnel basé à Drenas, au Kosovo.

## Histoire
Le club a toujours été étroitement associé à NewCo Feronikeli, le complexe métallurgique et minier situé à proximité, depuis la construction de l'usine en 1974 . En 2015, il est sacré champion du Kosovo pour la première fois. Il participe à sa première campagne européenne lors de la Ligue des champions de l'UEFA 2019-2020. À cette occasion, il se qualifie pour le premier tour de qualification. Il affronte The New Saints FC.

## Stade
Le club dispute ses matchs à domicile au stade Rexhep Rexhepi (en albanais : Stadiumi Rexhep Rexhepi), à Gllogoc. Le stade a une capacité de 6 000 places assises et porte le nom de l'ancien capitaine  du club, Rexhep Rexhepi, qui s'est battu pour l'armée de libération du Kosovo et qui a été tué le 12 février 1999 par les forces serbes pendant la guerre du Kosovo.

## Supporters
Tigrat e Zi est le groupe de supporters du club, situé dans la tribune Ouest du stade.

## Bilan sportif

### Palmarès
- Championnat du Kosovo (3)
  - Champion : 2015, 2016 et 2019

- Coupe du Kosovo (3)
  - Vainqueur : 2014, 2015 et 2019

- Supercoupe du Kosovo (2)
  - Vainqueur : 2015 et 2019

### Bilan européen
Note : dans les résultats ci-dessous, le score du club est toujours donné en premier.
| Saison    | Compétition         | Tour              | Club              | Domicile | Extérieur | Total |
| --------- | ------------------- | ----------------- | ----------------- | -------- | --------- | ----- |
| 2019-2020 | Ligue des champions | Tour préliminaire | Lincoln Red Imps  | 1 - 0    | 1 - 0     | 1 - 0 |
| 2019-2020 | Ligue des champions | Tour préliminaire | FC Santa Coloma   | 2 - 1    | 2 - 1     | 2 - 1 |
| 2019-2020 | Ligue des champions | Premier tour Q    | The New Saints    | 0 - 1    | 2 - 2     | 2 - 3 |
| 2019-2020 | Ligue Europa        | Deuxième tour Q   | Slovan Bratislava | 0 - 2    | 1 - 2     | 1 - 4 |

Légende
- Victoire ou qualification pour le tour suivant
- Match nul
- Défaite ou élimination de la compétition

## Logo

Historique des logos du KF Feronikeli
Depuis 2018